# Kumbayá

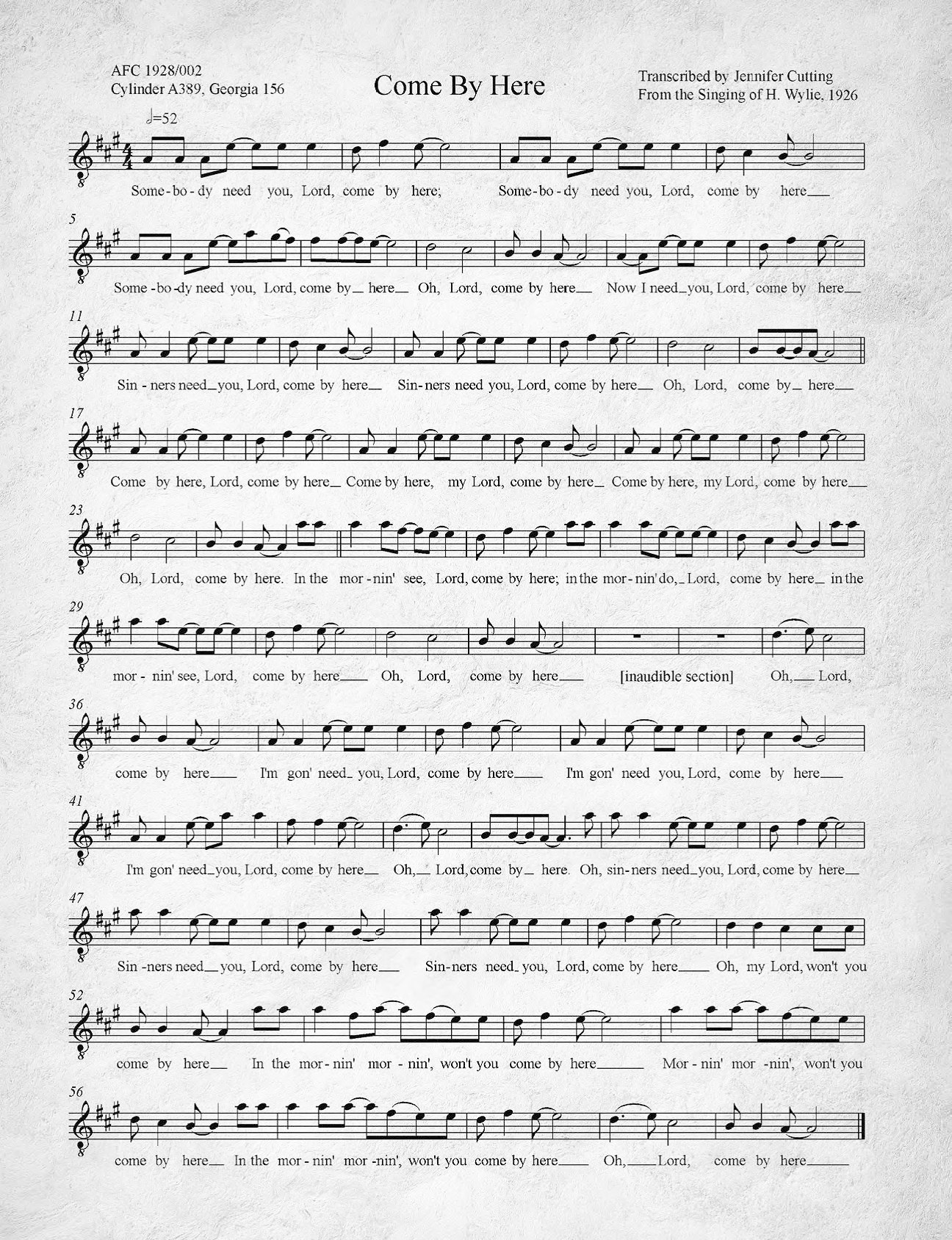
Partitura de Kumbayá

Kumbayá o Cumbayá (deletreado también Kum Bay Ya, del inglés "come by here", ven acá) es una canción tradicional afroamericana de principios del siglo XX. En la cultura popular la canción se asocia con la cercanía, el abrazo y el canto de la canción alrededor de la hoguera cuando suena la guitarra española. No se utilizan las técnicas españolas de punteo de guitarra, como son el rasgueo o el golpe, y en su lugar se emplean los acordes básicos típicamente estadounidenses, tónicos, subdominantes y dominantes.
La canción fue compuesta, alrededor de 1930, por los Gullah, una población afroamericana que habita las Islas del Mar, cerca de la costa de Carolina del Sur y Georgia. Originalmente fue una canción de soul y logró una gran popularidad durante el resurgimiento popular de los sesenta del siglo XX, hasta asociarse con las luchas civiles de derechos de esa década.
Kumbaya es también el lema de Eek! el Gato.
El título de la canción suele usarse con sarcasmo en los países de habla inglesa, ya sea para burlarse de la espiritualidad y las relaciones interpersonales, o para criticar su superficialidad.

## Letra
| Versión N.º 1 | Versión N.º 2 | Versión N.º 3 | Versión N.º 4 |
| --- | --- | --- | --- |
| Kum bay ya, my Lord, kum bay ya; Kum bay ya, my Lord, kum bay ya; Kum bay ya, my Lord, kum bay ya, O Lord, kum bay ya.                         | Kum bay ya, my Lord, kum bay ya; Kum bay ya, my Lord, kum bay ya; Kum bay ya, my Lord, kum bay ya, O Lord, kum bay ya.                | Someone need you, Lord, come by here Someone need you, Lord, come by here Oh, Lord, come by here.                                                                   | For the sun, that rises in the sky For the rhythm of the falling rain For all life, great or small For all that's true, for all you do.       |
| Someone's laughing, my Lord, kum bay ya; Someone's laughing, my Lord, kum bay ya; Someone's laughing, my Lord, kum bay ya, O Lord, kum bay ya. | Hear me crying, my Lord, kum bay ya; Hear me crying, my Lord, kum bay ya; Hear me crying, my Lord, kum bay ya, O Lord, kum bay ya.    | Now I need you, Lord, come by here Sinners need you, Lord, come by here Oh, Lord, come by here.                                                                     | Kum bay ya, my Lord, kum bay ya; Kum bay ya, my Lord, kum bay ya; Kum bay ya, my Lord, kum bay ya, O Lord, kum bay ya.                        |
| Someone's crying, my Lord, kum bay ya; Someone's crying, my Lord, kum bay ya; Someone's crying, my Lord, kum bay ya, O Lord, kum bay ya.       | Hear me singing, my Lord, kum bay ya; Hear me singing, my Lord, kum bay ya; Hear me singing, my Lord, kum bay ya, O Lord, kum bay ya. | Come by here, my Lord, come by here, Come by here, my Lord, come by here, Oh, Lord, come by here.                                                                   | Kum bay ya, my Lord, kum bay ya; Kum bay ya, my Lord, kum bay ya; Kum bay ya, my Lord, kum bay ya, O Lord, kum bay ya.                        |
| Someone's praying, my Lord, kum bay ya; Someone's praying, my Lord, kum bay ya; Someone's praying, my Lord, kum bay ya, O Lord, kum bay ya.    | Hear me praying, my Lord, kum bay ya; Hear me praying, my Lord, kum bay ya; Hear me praying, my Lord, kum bay ya, O Lord, kum bay ya. | In the mornin' see, Lord, come by here, In the mornin' see, Lord, come by here, Oh, Lord, come by here.                                                             | For the second on this world you made, For the love that will never fade, For a heart beating with joy, For all that's real, for all we feel. |
| Someone's singing, my Lord, kum bay ya; Someone's singing, my Lord, kum bay ya; Someone's singing, my Lord, kum bay ya, O Lord, kum bay ya.    | Oh, I need you, my Lord, kum bay ya; Oh, I need you, my Lord, kum bay ya; Oh, I need you, my Lord, kum bay ya, O Lord, kum bay ya.    | I gon' need you, Lord, come by here, I gon' need you, Lord, come by here, Oh, Lord, come by here.                                                                   | Kum bay ya, my Lord, kum bay ya; Kum bay ya, my Lord, kum bay ya; Kum bay ya, my Lord, kum bay ya, O Lord, kum bay ya.                        |
| | | Oh, Sinners need you, Lord, come by here, Sinners need you, Lord, come by here, Oh my Lord, won't you come by here.                                                 | Kum bay ya, my Lord, kum bay ya; Kum bay ya, my Lord, kum bay ya; Kum bay ya, my Lord, kum bay ya, O Lord, kum bay ya.                        |
| (Ver esta versión en YouTube, en inglés y farsi).                                                                                              | (Una versión para imprimir en archivo PDF está disponible aquí, en inglés).                                                           | In the morning - morning, won't you come by here Mornin' - morning, won't you come by here In the Mornin' - morning, won't you come by here Oh, Lord, come by here. | (Ver esta versión en YouTube). |